# Philisteinse Molen
Philisteinse Molen is een poldermolen in het buitengebied van Bergen tegenover Het Woud in de Nederlandse provincie Noord-Holland. De Philisteinse polder werd vanaf de 16e eeuw bemalen. Er zijn een aantal voorgangers geweest. De laatste brandde in 1896 af, waarna in 1897 de huidige molen werd gebouwd als vijzelmolen.
In 1927 werd een Eriksson hulpmotorbemaling aangebracht. Deze werd in 1948 verbeterd, begin jaren 50 werd de molen buiten gebruik genomen en werd er alleen nog elektrisch gemalen. Tot 1972 fungeerde de molen als vakantiebedrijf. In dat jaar kocht de gemeente Bergen de molen die hem in 1975/76 liet restaureren.
In de verbetering van 1948 is de vijzel versmald. Deze is eigenlijk iets te smal voor de capaciteit van de molen. De molen is uitgerust met licht en zwaar werk, waardoor de vijzel met twee overbrengingsverhoudingen kan draaien.
De vijzel is nog steeds voor bemaling in gebruik. De motor is inmiddels verwijderd.
Strijkmolens:
Strijkmolen B ·
Strijkmolen C ·
Strijkmolen D ·
Strijkmolen E ·
Ambachtsmolen ·
Strijkmolen I ·
Strijkmolen K ·
Strijkmolen L

Poldermolens:
Bosmolen ·
Hargermolen ·
Groetermolen ·
De Grebmolen ·
Slootgaardmolen ·
Poldermolen Waarland ·
Molen D / Oosterdel ·
Molen A ·
Sluismolen ·
Damlandermolen ·
Philisteinse Molen ·
Wimmenumer Molen ·
Geestmolen ·
Robonsbosmolen ·
De Viaan ·
De Eendracht

Korenmolens:
De Groot ·
Kijkduin (Schoorl) ·
't Roode Hert -
De Gouden Engel -
De Otter (Oterleek)

Molenstichting Alkmaar